# Maëlle Lakrar
Maëlle Lakrar, née le 27 mai 2000 à Orange (Vaucluse), est une footballeuse internationale française évoluant au poste de défenseure centrale au Real Madrid. Elle est née d'un père algerien  et d'une mère bretonne.

## Carrière

### Carrière en club
Maëlle Lakrar joue jusqu'en 2015 au Salon Bel Air Foot puis rejoint l'Olympique de Marseille alors en deuxième division. Elle remporte le championnat de deuxième division 2015-2016 et fait ses débuts en première division lors de la saison 2016-2017.
À l'issue de la saison 2017-2018 synonyme de relégation pour l'OM, elle rejoint le Montpellier HSC. Elle s'y impose petit à petit comme une titulaire aux côtés notamment d'Océane Deslandes et Luna Gevitz, et prolonge d'un an en décembre 2022, alors qu'elle est courtisée par le Real Madrid.
Elle signe finalement un contrat de deux ans avec le club madrilène en juillet 2024.

### Carrière en sélection
Elle compte dix sélections avec l'équipe de France des moins de 16 ans en 2016, douze sélections avec l'équipe de France des moins de 17 ans entre 2016 et 2017 (avec cinq buts marqués), dont trois matchs et un but en phase finale du championnat d'Europe des moins de 17 ans 2017.
Elle compte également 21 sélections et six buts en équipe de France des moins de 19 ans depuis 2017, dont cinq matchs en phase finale du championnat d'Europe des moins de 19 ans 2019 remportée par les Bleuettes. C'est elle qui inscrit le but de la victoire face à l'Allemagne en finale. Elle a également 10 sélections et un but en équipe de France des moins de 20 ans depuis 2017, participant à la Coupe du monde des moins de 20 ans 2018 organisée en France, où les Bleuettes terminent troisièmes.
Elle est sélectionnée pour la première fois en équipe de France senior en février 2023, et est titulaire lors de deux matches du Tournoi de France, face à l'Uruguay et à la Norvège. Elle est sélectionnée pour la coupe du monde 2023, et marque ses deux premiers buts en bleue lors d'un match de préparation en Irlande le 6 juillet 2023 (victoire 3-0).
Le 5 juin 2025, elle figure dans la liste des 23 joueuses retenues par Laurent Bonadei pour disputer le Championnat d'Europe en Suisse.

## Statistiques
| Saison                | Club                   | Championnat           | Championnat | Championnat | Coupe(s) nationale(s) | Coupe(s) nationale(s) | Supercoupe | Supercoupe | Compétition(s) continentale(s) | Compétition(s) continentale(s) | Compétition(s) continentale(s) | Total | Total |
| Saison                | Club                   | Division              | M.          | B.          | M.                    | B.                    | M.         | B.         | Comp.                          | M.                             | B.                             | M.    | B.    |
| 2015-2016             | Olympique de Marseille | Division 2            | 20          | 0           | 0                     | 0                     | -          | -          | -                              | -                              | -                              | 20    | 0     |
| 2016-2017             | Olympique de Marseille | Division 1            | 11          | 0           | 1                     | 0                     | -          | -          | -                              | -                              | -                              | 12    | 0     |
| 2017-2018             | Olympique de Marseille | Division 1            | 19          | 1           | 2                     | 0                     | -          | -          | -                              | -                              | -                              | 21    | 1     |
| Sous-total            | Sous-total             | Sous-total            | 50          | 1           | 3                     | 0                     | -          | -          | -                              | -                              | -                              | 53    | 1     |
| 2018-2019             | Montpeiller HSC        | Division 1            | 15          | 0           | 1                     | 0                     | -          | -          | -                              | -                              | -                              | 16    | 0     |
| 2019-2020             | Montpeiller HSC        | Division 1            | 7           | 0           | 2                     | 0                     | -          | -          | -                              | -                              | -                              | 9     | 0     |
| 2020-2021             | Montpeiller HSC        | Division 1            | 15          | 0           | 1                     | 1                     | -          | -          | -                              | -                              | -                              | 16    | 1     |
| 2021-2022             | Montpeiller HSC        | Division 1            | 18          | 1           | 2                     | 1                     | -          | -          | -                              | -                              | -                              | 20    | 2     |
| 2022-2023             | Montpeiller HSC        | Division 1            | 22          | 1           | 2                     | 1                     | -          | -          | -                              | -                              | -                              | 24    | 2     |
| 2023-2024             | Montpeiller HSC        | Division 1            | 19          | 1           | 1                     | 0                     | -          | -          | -                              | -                              | -                              | 20    | 1     |
| Sous-total            | Sous-total             | Sous-total            | 96          | 3           | 9                     | 3                     | -          | -          | -                              | -                              | -                              | 105   | 6     |
| 2024-2025             | Real Madrid            | Liga F                | 21          | 4           | 4                     | 0                     | 2          | 0          | WCL                            | 9                              | 0                              | 36    | 4     |
| Sous-total            | Sous-total             | Sous-total            | 21          | 4           | 4                     | 0                     | 2          | 0          | -                              | 9                              | 0                              | 36    | 4     |
| Total sur la carrière | Total sur la carrière  | Total sur la carrière | 167         | 8           | 16                    | 3                     | 2          | 0          | -                              | 9                              | 0                              | 194   | 11    |

## Palmarès

### En club
Olympique de Marseille :
- Championnat de France de Division 2 (1)
  - Championne : 2016.

 Real Madrid :
- Supercopa
  - Finaliste en 2025

### En sélection
France -19 ans
- Euro -19 ans
  - Vainqueur : 2019

## Style de jeu
Alors qu'elle commence à jouer au poste de milieu relayeuse en équipes de jeunes, elle descend ensuite en défense. Elle peut jouer à droite de la charnière centrale ou en latérale droite. Elle peut compter sur sa vitesse et a également un bon jeu de tête.